# بوق (مكبر صوت)

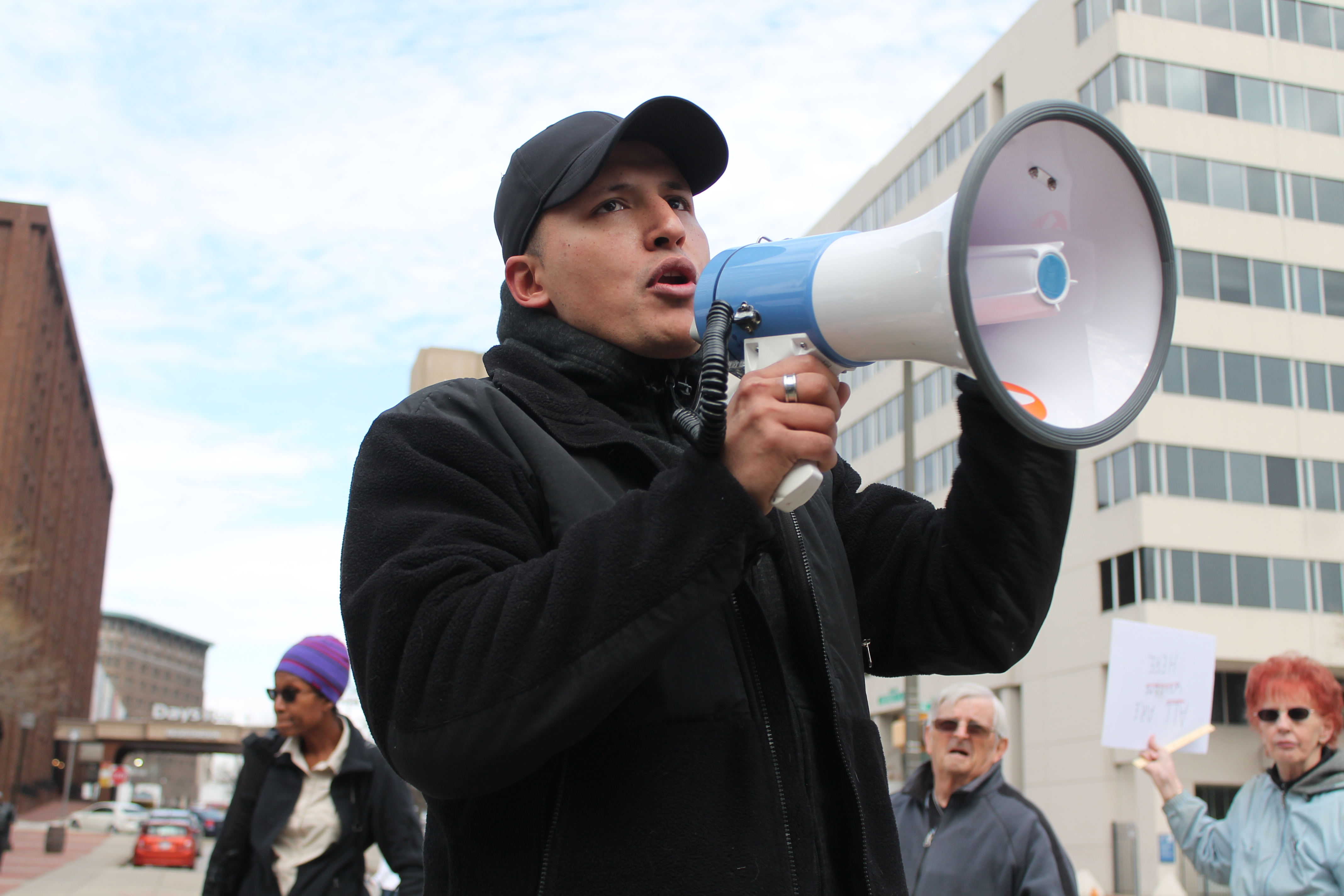
رجل يستخدم بوقًا كهربائيًا

البوق أو مُكَبِّر الصوت أو مُكَبِّرَة الصوت أو مُضخِّم الصوت أو مُجهِر الصوت أو الصُّور أو المِيغافون يستخدم لتضخيم صوت الشخص أو الأصوات الأخرى وتوجيهه في اتجاه معين. يدخل الصوت إلى الطرف الضيق من مكبر الصوت، وذلك عن طريق رفعه إلى الوجه والتحدث أمامه، وتشع الموجات الصوتية من الطرف العريض. يعمل مكبر الصوت على زيادة حجم الصوت عن طريق زيادة المعاوقة الصوتية التي تراها الحبال الصوتية ، وتوفيق معاوقة الحبال الصوتية للهواء، بحيث يشع المزيد من قوة الصوت. ويعمل على توجيه موجات الصوت في الاتجاه الذي يشير إليه البوق.